# Botinovec
Botinovec es una localidad de Croacia en el municipio de Koprivnički Ivanec, condado de Koprivnica-Križevci.

## Geografía
Se encuentra a una altitud de 141 m s. n. m. a 116 km de la capital nacional, Zagreb.

## Demografía
En el censo 2011, el total de población de la localidad fue de 176 habitantes.
| Gráfica de población de Botinovec 1857-2011                         |
|                                                                     |
| Según los censos de población de la oficina estadística de Croacia. |